# Locking (Tanz)
Locking ist ein Tanz, der dem Funk zugeordnet werden kann und Anfang der 1970er Jahre in Nachtclubs von Los Angeles entstand.

## Charakteristik des Tanzes
Locking hat ein klar definiertes Bewegungsbild, welches sich durch bestimmte Schritte und Bewegungen, die sogenannten Locks, auszeichnet. Alle Bewegungen werden groß, teilweise übertrieben, und meist sehr dynamisch getanzt.  Diese Bewegungen stammen von den social dances der 1960er Jahre in den USA, wie z. B. Funky Chicken, Jerk, Mashed Potato und Sneak.
Der typische Locking-Ausdruck wird als „cool“ oder „comical“ bezeichnet. Typische Locking-Bewegungskombinationen tragen oft Namen aus dem Cartoonbereich, was den Ausdruck und die Intention des Tanzes nochmals unterstreicht.
So gibt es Bezeichnungen wie „Skeeter Rabbitt“, „Scooby Doo“, „Tom and Jerry“ und „Uncle Sam“.

## Entstehungsgeschichte
Der Tanz in seiner Ursprungsform wurde von Don Campbell erfunden. Durch zahlreiche Aufführungen im amerikanischen Fernsehen mit seiner Gruppe Campbellock Dancers, die ihren Namen im Laufe der Zeit in The Lockers änderten, wurde der Tanz in den USA bekannt. Die Lockers gelten bis heute als wichtigste Vertreter des Tanzes und trugen maßgeblich zu dessen Entwicklung bei.

## Mitglieder der GruppeThe Lockers
- Don Campbell, der eigentliche Vater des Tanzstils
- Greg Campbellock Jr.
- Leo „Fluky Luke“ Williamson
- Fred „Mr. Penguin“ Berry, auch bekannt als Rerun aus der Fernsehserie What's happening
- Shabba Doo, auch bekannt als Ozone aus dem Kinofilm Breakin’
- Tony Gogo
- Slim, the robot
- Toni Basil, das einzige weibliche Mitglied der Gruppe

## Andere Mitbegründer des Lockings
Andere Tänzer der gleichen Generation, die den Tanz maßgeblich beeinflussten, waren
- Scooby Doo
- Sambo Lock
- Skeeter Rabbitt
- Buddy Lombard
- Pat Davis
- Dimita Joe Freeman
- Lynn Picken
- Arnetta John
- Shelley Sapata
- Luna Dune

## Die Verbreitung des Tanzes
Verantwortlich für die Verbreitung des Tanzes in Europa war Jeffrey Daniels von der Gruppe Shalamar. Er begann Ende der 1970er Jahre in London Tänzer zu unterrichten. Hier nahm der Tanz neue Formen an und entwickelte eine unabhängige Dynamik. Das Gleiche passierte in Japan aufgrund von Tony Gogo, einem Ex-Mitglied der Lockers, der viele Jahre in Fugoka lebte und den Tanzstil landesweit unterrichtete. Auch in New York City war Locking verbreitet. Hier gab es die Shack Crew, die eine typische New Yorker Handschrift entwickelten, und Magnificent Force, die den Tanz vor dem Untergang bewahrten.
Anfang der 1990er Jahre war der Tanz fast in Vergessenheit geraten. Durch die Popularität des Tanzstils B-Boying gewann auch Locking wieder mehr an Bedeutung und gehört heute unverkennbar, obwohl schon länger existent als Hip-Hop, zu den wichtigsten Hip-Hop-Tänzen. Locker selbst bezeichnen sich jedoch eher als „Funkstyler“, weil zwar viel von dem Vokabular in die Hip-Hop-Tänze überging, Locking selbst aber zu Funk-Musik getanzt wird. In Deutschland war der Tanz über Jahre vollständig verschwunden, bis die Gruppe Out of Control aus Kopenhagen und der Berliner Choreograph Storm Anfang der 1990er Jahre bei Szeneveranstaltungen und im Fernsehen Locking tanzten. Beide waren hauptsächlich vom britischen Einfluss geprägt und reanimierten Locking in Deutschland und Europa.